# Hermione Corfield
Laura Estelle Hermione Corfield (nascida em 19 de Dezembro de 1993) é uma atriz e modelo inglesa. 
Mais conhecida por interpretar Gabrielle "Gabbe" Givens na adaptação de Fallen, romance de Lauren Kate, finalizando as filmagens do filme em abril de 2014 e por ser capa de abril de 2013 da revista britânica Tatler.

## Filmografia
| Filmes | Filmes                                 | Filmes                             | Filmes                    |
| Ano    | Título Original                        | Título em Português                | Papel                     |
| ------ | -------------------------------------- | ---------------------------------- | ------------------------- |
| 2015   | Mr. Holmes                             | Sr. Sherlock Holmes                | Matinee "Ann Kelmot"      |
| 2015   | Mission: Impossible - Rogue Nation     | Missão: Impossível - Nação Secreta | Shop Girl                 |
| 2016   | Endeavour                              |                                    | Cassie Watkins            |
| 2016   | Pride and Prejudice and Zombies        | Orgulho e Preconceito e Zumbis     | Cassandra Featherstone    |
| 2016   | Bees Make Honey                        |                                    | Tatiana                   |
| 2016   | Fallen                                 | Fallen                             | Gabrielle "Gabbe" Givens  |
| 2017   | Knights of the Roundtable: King Arthur |                                    | Syren                     |
| 2017   | xXx: The Return of Xander Cage         |                                    | Ainsley                   |
| 2017   | The Halcyon                            |                                    | Emma Garland              |
| 2017   | Star Wars The Last Jedi                | Star Wars os últimos Jedi          | Tallissan ¨Tallie¨ Lintra |
| TBA    | Outlander: Blood of My Blood           | Outlander: Sangue do Meu Sange     | Julia Moriston            |